# 光明天皇宸記
光明天皇宸記（こうみょうてんのうしんき）は、北朝第2代天皇光明天皇の日記（宸記）。

## 概要
建武4年（1337年）12月に実施された自らの即位式に関する記述（即位記）から、貞和5年（1349年）12月に実施された新帝・崇光天皇の即位記まで断続的に残されている。このうち、具注暦に記された天皇自筆部分（康永元年（1342年）1-11月分および貞和元年（1345年）4月-12月分）と崇光天皇の即位記は、東山御文庫に保存されている。
当時の天皇の日記としては比較的多く記事が残されている。天皇は儒学に対する関心が深く、日記にもそのことが反映されている。特に自らの儒学の師である式部大輔菅原公時死去の記事は天皇の追慕の念が強く反映されているという。